# David Patrick
David Patrick (* 12. Juni 1960 in Centralia, Illinois) ist ein ehemaliger Leichtathlet aus den Vereinigten Staaten, der eine Bronzemedaille bei Panamerikanischen Spielen gewann.

## Sportliche Karriere
David Patrick besuchte die Centralia High School, das Parkland College und die University of Tennessee. Er gewann Meistertitel der National Collegiate Athletic Association in der Halle über 800 Meter und im Freien im 400-Meter-Hürdenlauf.
Der 1,83 Meter große Patrick gewann bei der Universiade 1981 in Bukarest eine Silbermedaille mit der 4-mal-400-Meter-Staffel. Über 400 Meter Hürden belegte er in 50,40 Sekunden den fünften Platz. Sechs Jahre später gewann er bei der Universiade 1987 in Zagreb den Titel über 400 Meter Hürden und siegte auch mit der Staffel.
1983 erreichte Patrick bei den Weltmeisterschaften in Helsinki den Endlauf über 800 Meter und belegte den achten Platz. Im Jahr darauf belegte er bei den US-Olympiaausscheidungen den fünften Platz über 400 Meter Hürden, nur die besten drei Läufer qualifizierten sich für die Olympiamannschaft.
1987 belegte Patrick über 400 Meter Hürden den dritten Platz bei den Panamerikanischen Spielen in Indianapolis. Hinter dem Jamaikaner Winthrop Graham und Kevin Young aus den Vereinigten Staaten lief Patrick in 49,47 Sekunden ins Ziel. Drei Wochen später traten Edwin Moses, Danny Harris und David Patrick für die Vereinigten Staaten bei den Weltmeisterschaften in Rom an. Im Halbfinale wurde Patrick in 48,56 Sekunden Fünfter seines Laufs und verfehlte das Finale um 0,07 Sekunden. 1988 wurde Patrick in 47,75 Sekunden Vierter der US Trials. 1989 siegte Patrick beim Weltcup in 48,74 Sekunden.
1992 gelang Patrick im dritten Versuch die Olympiaqualifikation, als er bei den Ausscheidungswettkämpfen in 48,02 Sekunden den zweiten Platz belegte. Bei den Olympischen Spielen in Barcelona lief er im Halbfinale 48,47 Sekunden. Im Finale wurde er in 49,26 Sekunden Achter. Im Jahr darauf nahm Patrick an den Weltmeisterschaften in Stuttgart teil, schied aber in 50,32 Sekunden bereits im Vorlauf aus.
David Patrick heiratete 1988 die jamaikanische Läuferin Sandra Farmer, die danach als Sandra Farmer-Patrick für die Vereinigten Staaten antrat.

## Bestzeiten
(nach World Athletics)
- 400 Meter Hürden: 47,75 Sekunden am 17. Juli 1988 in Indianapolis
- 800 Meter: 1:44,70 Minuten am 19. Juni 1983 in Indianapolis